# 酒井法子
酒井法子（日语：／ Sakai Noriko，1971年2月14日—），日本女歌手、演員。出生於日本福岡縣福岡市，堀越高等学校毕业。

## 经历

### 早年生活
1971年，出生于福岡縣福冈市，取名佛教用語「法子」意為「步向正道」。1977年，在埼玉縣狹山市阿姨家居住到小學低年級。1983年2月，父親再婚后搬回福岡，於福岡市大名小學畢業。在福岡市立舞鶴中學就读时加入壘球隊。1984年10月，酒井法子於校內馬拉松賽女子組获得優勝。初中三年級時（1985年8月），以右外野手第9棒的身份參加福岡縣立比賽并获得亞軍。

### 演艺生涯
1985年10月，酒井法子看到《Lemon》雜誌上的廣告，因此參加了由資生堂組織的「美髮少女形象大賽1986」，在日本全國範圍的參加者共54,129人，她成為了九州地區初賽的優勝者。她於當天接受《Momoco》雜誌訪問。同月20日，酒井法子到東京接受生平第一次的歌唱訓練，為決賽作準備。同月26日的「美髮少女形象大賽」於東京中野太陽廣場舉行決賽，代表九州的酒井法子是最後出場的參賽者，表演時以九州的方言來演繹落語《壽限無》，結果優勝者為水谷麻里、準優勝者為岡谷章子、Momoco賞得獎者為畠田理惠。當時仍是中學3年3班學生的酒井法子並無獲獎，但由於心情緊張沒在會場哭出來，直到她跟媽媽、嬸嬸乘車從東京回到福岡時，她終於忍不住大哭起來。然而在決賽結束的那天晚上，《Bomb!雜誌》的編集長安威誠認為酒井法子很有潛質，於是致電Sun Music的社長相澤秀禎，沒想到相澤社長也有同感，由於是次比賽原本並沒有這個獎項，於是他們決定頒一個特別獎「BOMB!賞」給她，並決心要培養她成為偶像明星。
1985年11月22日，酒井法子接到Sun Music的致電而再次到東京，領取「BOMB!賞」，Sun Music的工作人員在四谷的一家和食屋為她舉行歡迎會。事務所依姓名學認為「酒井法子」這個名字運勢很強，就決定沿用其本名。酒井法子到東京之前，父母本來並不贊成她當藝人，但是她一直耐心地說服二人。
1985年12月8日，由於酒井法子尚未成年，故搬進位於東京世田谷區的相澤秀禎社長的寓所，並轉學到東京的一所中學，由社長負責照料其起居生活。
1985年12月9日，酒井法子接受《BOMB》雜誌訪問。

#### 出道初期
1985年12月10日，酒井法子的第一個工作是參與日本電視台《春風一番!》的劇集演出。
1985年12月18日，《春風一番》正式開拍，同劇演員有渡邊徹及明石家。由於酒井法子以「ヤっピー」及「うれピー」作口頭禪，其經紀人決定以「のりピー（Nori-P）」作為其暱稱，其歌迷俱樂部也被命名為「のりピー族」。
酒井法子亦於同年年底參與錄音工作，她同時也出現於《Momoco》雜誌中，成為桃子俱樂部第1482期。
1986年2月19日，公司安排酒井考上堀越高等學校藝能科（同屆的還有西村知美），酒井接受各項訓練為進軍偶像歌壇。
1986年4月3日，酒井於廣播節目《心跳的睡衣MARI NORIAKI談話時間》開始製作及播放。
1986年4月29日，酒井獲得《Momoco》雜誌舉辦的1986年「MOMOCO PARTY」中的試演，獲得「第2屆桃子俱樂部小姐」及「VHD小姐」獎。她生平的第一首歌曲《拜託你親愛的（お願いダーリン）》於同年7月28日錄製，用作《YUPPIE》VHD的插曲。該VHD影音作品於同年11月21日推出，酒井法子成為了世界上第一位使用VHD軟件亮相的藝人。
1986年6月1日，酒井法子歌迷會的會刊《のりピーかわら版》創刊，(後來還有《THE NORI・P Times》←現在《P・Times》的前身)。同日在新宿御苑舉行「第1屆のりピー族」的聚會。
1986年6月9日，酒井於東京砧公園拍攝其首個廣告《固力果糖果小姐》。
1986年8月2日，酒井法子第一次在大阪觀眾面前演唱，原以為人數不多，卻意外吸引不少觀眾。
1986年9月7日，酒井錄製單曲《想成為男孩》。
1986年10月5日，酒井於TBS電視台節目《MOMOCO俱樂部》開始錄影工作 （以作為主要角色的身份演出一年）。她作為節目的核心成員，經常於節目中定期出現而獲得人氣。
從這時起，酒井法子自稱為「Nori-Pie」，同時其粉絲也開始稱她為「Nori-Pi」，然而她於1990年代中期開始對此稱呼感到抗拒。
酒井於1986年以偶像歌手的身分出道，出道時以短髮造型、甜美笑容、青春活力等形象著稱，其自創的「のりピー語」成為當時熱話。

#### 歌手生涯
1987年2月5日，酒井法子16歲生日的9天前，她推出首支單曲《想成為男孩》，並作為偶像歌手首次亮相。該單曲銷量約售出超過40,000張，並於《Oricon公信榜》取得最高第六位作為好開始。
酒井法子的同期新人包括畠田理恵、立花理佐、BaBe、坂本冬美等，他們作為新人之間的競爭相當激烈並不斷擴張。此外，酒井於《第18屆日本音樂大獎》中獲得了「最佳廣播音樂新人獎」。
成為新人歌手時，前輩松田聖子已經很活躍。由於同樣來自福岡，其本名同樣叫法子，所以松田聖子曾經很熱心地把一些歌曲讓給酒井法子唱，也很大方地向他人推薦，酒井法子便很快地獲得更多媒體的關注。
1987年2月14日，酒井法子在東京後樂園會館正式成立歌迷俱樂部，並舉行16歲的生日會。
1987年2月19日，酒井法子首次登上TBS電視台節目《BEST 10》的第1名，並於3月2日登上日本電視台節目《歌謠TOP 10》的第9位。
1987年7月1日，酒井法子推出其首張專輯《Fantasia》。
1987年7月3日，酒井獲得《第3屆大都會歌謠節》的最優秀新人賞，年底又獲得許多不同的新人賞。
1987年9月6日，酒井法子舉行其首個個人演唱會《のりピーYUPPIE・P・P・P》，演唱會於大阪的每日會館開演。
1988年3月22日，酒井法子的歌曲《夢冒險》被選為「第60屆高校棒球選拔賽」的入場進行曲。
在空閒期間，酒井法子參與多種多樣的活動。除了演藝活動以外，她還擔任過插畫家和漫畫家（其筆名為酒井紀子）。酒井在雜誌《週刊少女喜劇》開始連載4格漫畫「のりピ姑娘」；另外，她也在少女漫畫雜誌《少女漫畫周刊》中連載了一系列漫畫。酒井於初中時期創作的角色「Nori-Pie-chan」被用作日本汽車製造商協會的交通安全海報。
1988年7月6日，酒井發行了《のりピー音頭》的錄音帶，東京、大阪、名古屋都用這首歌舉行祭典。
1988年7月，酒井法子於海拔3,300米的富士山8合目的山間小屋中開設其首家商店「NORI-P HOUSE」，它成為了「日本最高級人才商店」的話題。
酒井法子於1991年在富士山5合目的山間小屋開設第二家商店。同年，她以「Nori pea house賽車隊」的名義參加了N1耐力賽（現在稱超級耐力賽），酒井法子被任命為團隊教練。
1988年10月18日，酒井首次主演電視連續劇《京都花見小路殺人事件ー舞妓名偵探》。
1988年12月11日，酒井的「NORI-P HOUSE」商店在東京惠比壽開幕。酒井法子閒時繪畫的「阿法P」漫畫作為興趣。為了滿足歌迷，其特色商品亦有於酒井的專賣商店「NORI-P HOUSE」發售，商店以「阿法P」為商標的商品多達360種。此外，由於那些產品於市場上很受歡迎，在當時的人氣商店熱潮中發揮了作用。
1989年2月9日，酒井法子於堀越高等學校藝能科畢業。由於她已達成年的年齡，她搬離社長家，跟繼母住在同一公寓中。

#### 蛻變及轉型
1989年4月26日，酒井法子發行其第10張單曲《Love Letter》，酒井法子把頭髮留長，首次向較成熟的歌曲挑戰。
1989年5月17日，酒井法子的父親酒井三根城於山梨縣大月市內的高速公路發生車禍，翌日死亡，終年49歲。
1989年7月22日，酒井法子舉行其首個全國巡迴演唱會《Shuffle Heart》，並於東京的太陽廣場展開。
1989年8月1日，酒井為了宣傳其新歌《揮別再見》而舉辦為期兩年的登富士山活動，並巡視富士山的「NORI-P HOUSE」。
1989年秋季，《BEST 10》歌唱節目播映完畢，她在這之前共發行了11首單曲，由於不是固定參與和不確定每星期都會上節目，使她壓力甚大，往往在節目結束後就哭了。據酒井本人說法：「我認為其他歌手唱得都比我好，因此上這個節目很痛苦」。其音樂老師也曾要求她要在歌唱方面多下功夫，但由於她的音質很細，所以經常因練習不順而煩惱，不過她仍然很喜歡唱歌，並覺得開演唱會很快樂。
1989年12月16日，酒井發行其第6張專輯《My Dear》，當中包括一首由她填詞的作品《Slience for love》。
1990年7月20日，酒井法子在全國19個地方舉行其巡迴演唱會《白色女孩 (White Girl)》，地點從東京中野太陽廣場開始。
1990年9月21日，在洛杉磯拍攝錄影帶《白色女孩故事》，當中她一人分飾兩角。
1991年2月14日，她20歲生日當天，當日是她迎接成人式、出道5週年及情人節的日子，她在寶塚劇場舉行了小型演唱會。
她繼阿法P商品後，酒井邁進餐飲業，在香川縣的瀨戶大橋邊開設「NORI-P餐廳」，賣速食、沙律及快餐等西式風味濃厚的食物。

#### 風靡亞洲
酒井法子在1990年代初期意識到自己在本土的人氣下跌，同時留意到日本藝人甚少打入中國大陆和台灣市場，而香港、大陆以及其他華語地區也越來越受到日本人的歡迎和普及，故在那裡開展了活動。
1992年3月，她首次到台灣，接拍維他露P飲品的廣告，其電視廣告的影像讓人印象深刻。由於當時只能從照片和海報，以及唱片店那裡得知酒井法子的消息，其曝光率的增加為她在台灣的人氣加分不少。
同月27日，酒井應日本漫畫家桂正和的邀請，為動畫《OVA電影少女》獻唱主題曲《うれし涙》，桂正和聲稱自己也是酒井法子的歌迷。
1992年5月，酒井法子發布了一首中文歌曲，並進行了其首次海外演出。她在5月10日至11日於台北成功舉辦了一場音樂會，她更因此成為史上首位於台灣舉行個人演唱會的日本藝人。由於演唱會的反應極佳，她於同年10月31日至11月1日於台北再度舉行演唱會。
酒井法子發行了其國語歌曲《タイトルは（微笑）》，粵語版則為黎瑞恩的《你知我想說甚麼》和黎姿的《跟我一世熱戀》。
1993年1月1日，酒井法子回日本不久後，受邀擔任綜藝節目《超級變變變》第38回評審委員，更是她出道以來評審初體驗。其參與獲得觀眾叫好、收視率上升。

#### 轉戰戲劇圈
1993年4月12日，富士電視台著名編劇野島伸司的連續劇《一個屋簷下》在日本播放，該劇的收視率非常亮眼，最高收視率更達37.9％。在劇中飾演柏木小雪的酒井法子於日本本土的人氣回升，奠定她的日劇演員地位。
當時想參演該角色的女星有很多，但編劇野島伸司認為長女的角色應該由酒井來詮釋。有了野島伸司的指名，酒井也沒讓編劇失望，這是兩人初次的合作。後來酒井也接演了其他角色，如《戀棧夕陽情》中搞出婚外情的大里ナナ作為挑戰，據說是不想角色像以前一樣被定型，以拓展戲路。
1995年4月12日，酒井和野島伸司再度合作，於劇集《星之金币》中演出，飾演身為聾啞人士的女主角倉本彩，其演技廣受好評，最高收視更達23.9%
。而該劇的主題曲《碧綠色的兔子》亦由酒井法子主唱，歌曲同時獲得當年日本唱片大賞優秀作品賞的提名，同名單曲細碟銷量達100萬張。出道第9年的她，獲邀為《第46屆NHK紅白歌唱大賽》獻唱開場曲，並如劇中的角色般以手語作表演，成為其歌唱事業代表作。
1995年5月1日，NORI-P HOUSE商品改為以郵購發售。
1996年3月，她於東京南青山成立了其個人事務所「エヌ・コーポレーション」，她與繼母負責其事務。
1996年10月9日，《星之金币2》播出，酒井繼續飾演女主角倉本彩，整體收視比第一輯更輝煌，而最高收視則達26.4%；同時發行劇中主題曲的單曲細碟《鏡中的禮服》，銷量亦高達45萬張。
1997年4月2日，由於《星之金币2》的結局播出時，結局偏向悲劇收場，因此有不少影迷致電向電視台作出抗議，為了平息觀眾的怒氣，電視台播出特別篇(SP)作為更完美的結局。
1997年4月14日播出的《同一屋檐下2》，酒井延續前作，再次飾演柏木小雪，人氣持續高企，劇集最高收視率亦達34.1%。
1997年10月12日，酒井法子首次到香港擔任亞洲電視《亞洲小姐選舉》決賽的表演嘉賓，造成香港旋風，當晚10時，大雨的天氣下仍有近千人在機場迎接。酒井於10月19日決賽當晚獻唱了《鏡中的禮服》、《碧綠色的兔子》，以及她當時最新的單曲《淚色》。
1998年3月，一本由中國合唱有限公司出版的音樂資訊雜誌《聲像世界》5月號發表的同年3月歌曲排名第一位，而酒井法子成為該雜誌六月號的封面人物。同年又推出了全新細碟《淚色》，歌曲邀得河村隆一創作。
1998年11月6至8日，酒井法子一連三天於香港會議展覽中心舉行演唱會。同年年底，她舉辦亞洲巡迴演唱會，原定地點包括香港、台灣、中國大陸、新加坡、韓國、馬來西亞、印尼及泰國等多個國家和地區。
1998年12月28日，酒井法子突然召開記者招待會，除了介紹會場內所有服飾及佈置全由工藤靜香設計外，更宣佈與男藝人高相祐一結婚的消息。而由於正懷孕的關係，其原定演唱會行程被迫中斷，並暫別演藝界。

### 婚姻生活
1998年12月，酒井法子跟職業衝浪手高相祐一宣布結婚，同時公布宣布她懷孕三個月。
雖然高相祐一自稱是職業衝浪手，然而在日本相關的職業組織裡並沒有他名字的登記。
1999年7月17日，酒井法子於夏威夷誕下長子高相祐樹，成為了酒井的獨生子。
酒井法子於產前及產後停工休養，直至2000年才恢復娛樂活動。
2000年7月，酒井於產後重投演藝界，惟復出不久其經理人溝口伸郎於辦公室內自殺身亡。
酒井法子於產後平衡著育兒和演藝活動，製作讓她脫穎而出的時尚品牌，以及參與公共活動。
2000年1月，產子後的酒井法子復出演藝圈，並陸續接拍多部電影、日劇及廣告。
酒井先後於日本及香港舉行《Asia2000～Words Of Love～》亞洲巡迴演唱會。此後，她放慢演藝事業上的步伐，專注於照料家庭。
2003年，酒井開始生產由伊藤忠商事與太陽音樂公司成立了服裝品牌PP rikorino的服裝。
2007年是「日中文化體育交流年」，酒井以文化親善大使的身分參與各種活動，並跟當時的日本內閣總理大臣安倍晉三會面。此外，她還提升了自己作為演藝人員的社會地位，她主演了由最高裁判所製作的裁判員制度的2008年公關電影《審理 (映画)》。
2009年2月，酒井受邀參演由旅日導演張加貝拍攝的中日戰爭史詩巨片《夢牆》(夢の壁)，劇中將出演妻子及母親的角色。
不過在同年3月，因受到日本右翼分子恐嚇，酒井法子遂辭演該電影。

#### 吸毒醜聞
2009年8月3日凌晨，酒井法子的丈夫高相祐一於澀谷區街道上的一輛汽車內被警方搜出藏有冰毒，因此以「興奮劑取締法」被逮捕。
酒井接獲丈夫的求助電話後曾到現場了解，一度痛哭失聲；
後來她乘坐男性友人的車輛離開後，於深夜從寓所收拾行裝離家，並在便利店及大型零售商那裡購買雜貨、飲用水、衣服和內衣，之後便行蹤不明。
2009年8月4日下午2時，酒井的夫家與酒井法子的經紀公司社長商討後決定報警尋人。
2009年8月6日晚上，警方確認酒井法子的兒子高相祐樹原來自8月3日起便暫寄住於東京友人的住所中。
2009年8月7日，高相祐一供稱酒井法子也有吸毒的習慣，於是警方在酒井的住所內搜出少量冰毒和吸食器具，警方遂將酒井法子列為嫌疑犯將其逮捕。
2009年8月8日晚上8時左右，酒井法子到東京都警察局向警方自首，警方隨即以違反《興奮劑取締法》的嫌疑將其逮捕。
8月28日，酒井於拘留期屆滿後，東京檢查院終決定起訴酒井法子。
同時，酒井法子所屬的事務所Sun Music亦跟她解約，已簽約的廣告代言合約均被終止，她被索償金額達10億日圓。
酒井法子所屬的唱片公司JVC勝利娛樂也取消了跟她的合約。
後來，還發現酒井法子在事發前曾在奄美大島入住酒店期間曾經吸食興奮劑。
根據2009年7月下旬的使用記錄，酒井法子於同年9月11日被起訴違反興奮劑取締法。
2009年9月17日，被扣留在東京灣警察局的酒井法子支付了500萬日元的保釋金獲准保釋，並在警察局入口前致歉，同日在東京都的如水會館召開記者會，說明事件原委並向社會大眾致歉。
2009年10月26日，酒井法子在東京地方法院的刑事案件審訊中承認了所有藏毒及吸毒的事實，她表示婚後因為未能適應生活步伐，感到寂寞，加上以為吸毒能緩解疲勞，使精神集中，所以於4年前在高相祐一的誘導下首次接觸毒品。她作供時強調會決心戒毒，並跟高相祐一離婚，今後會學習看護課程並希望能從事相關工作。
然而，有報導指酒井法子未有履行承諾從事看護的工作。此外，在試用期結束後，她繼續其演藝活動。
2009年11月9日，案件的審判引起了公眾的興趣，6,615人爭取20個審判的旁聽席位，成為了日本刑事犯罪史上最高旁聽席的330倍。
東京地方法院根據控方的要求，判處酒井法子監禁1年半，但准予緩刑3年執行。
檢方和辯方均沒有上訴，按照原訂判刑。
判決後，酒井法子於2010年7月跟高相祐一正式離婚，並改回原來姓氏及取得兒子的撫養權。
酒井法子於2010年11月18日到創造學園大學報名修讀看護課程。
酒井法子於2010年12月3日出版其自傳，將該次事件編寫成書，回顧事件的心路歷程作核心內容。書本定名為《贖罪》（朝日新聞出版）。
2010年12月18日及25日出現於VTR上的TBS廣播系列《情報7天新聞廣播員》，該節目是酒井法子被捕後首個電視節目。
2011年，酒井法子成為了中國禁毒大使，她被邀請到中國參加各種活動。

### 復出
隨著酒井法子的緩刑期於2012年11月底屆滿，據透露，她的前事務所Sun Music已經損失了5億日元。及後，她跟事務所office nigun niiba簽約，作為重返藝能界的第一步。
2012年9月27日，有消息指酒井法子將演出舞台劇《碧空狂詩曲之阿市外傳》，其角色是飾演這個城市的信長妹妹。舞台劇於同年12月15日起進行為期10天共14場的公演。舞台劇於同年11月23日結束，並於翌日（11月24日）進行採訪工作。
2013年1月8日，酒井法子到北京出席《搜狐时尚盛典2012》，並獲頒「年度亞洲時尚注目女星大獎」。同年5月23日，她出席了患病的前事務所總裁相澤秀明之葬禮，據說她在靈前道歉指自己當了壞女孩。同年10月，她於關西電視台的節目《滿滿的秋刀魚（さんまのまんま）》，回到了綜藝節目中。
2014年，酒井法子原計劃參演今井雅之的舞台劇《讓我們可以牽手回香格里拉〜》，然而其事務所於1月16日之前拒絕申請。後來由高橋明日香替代其位置。
2016年1月30日，酒井法子在台灣台北，於九五樂府唱片行，舉辦迷你專輯購入者限定握手會；翌日（1月31日），酒井法子於台北擔任杰克音樂《IDOLidge Carnival in TAIPEI》的特別嘉賓；同年7月1日，酒井法子受邀到金門縣擔任Laox開幕嘉賓；同年9月22日，酒井法子相隔16年在東京舉行演唱會，慶祝其出道的30週年。
2017年2月14日，酒井法子在東京舉辦30週年生日及情人節歌迷見面會；同年3月25日，酒井法子在台灣高雄，擔任大港開唱的壓軸女神；同年10月，酒井法子五年來首次於舞台上演出。
2018年1月20日，酒井法子相隔18年重臨香港舉行演唱會，《Welcome Back香港音樂會2018》；同年7月18日，酒井法子擔任「藍海和格陵蘭基金會」的兒童的健康成長大使。
2019年3月15-16日，初次舉辦海外Dinner Show 《台灣好！頂樂秀》；同年7月13日，舉辦《Miss You 香港音樂分享會》，同月12日來港當日，獲半百粉絲帶同歡迎橫額迎接。
主演的電影『空蝉の森』拍攝早於2014年完成預定2015年公映其後因製作公司倒閉一直上映無期，終於2021年2月5日於東京渋谷上映，並陸續於全國公映。
2021年5月1日，開設個人YouTube Channel ，並公佈獨立離開事務所，成立個人事務所「株式會社Smile」繼續藝能活動。
2022年8月8日，重新開設個人instagram noriko_sakai_official  。

## 音樂作品

### 單曲
| 發行日期       | A／B面    | 歌曲名稱                                                                                     | 作曲                          | 填詞                       | 編曲                   | ORICON最高名次 |
| -------------- | --------- | -------------------------------------------------------------------------------------------- | ----------------------------- | -------------------------- | ---------------------- | -------------- |
| 1987年2月5日   | A面       | 男のコになりたい                                                                             | Frankie T.                    | 三浦德子                   | 萩田光雄               | 8              |
| 1987年2月5日   | B面       | ワガママ‧シンドローム                                                                        | 泷野英治                      | 森浩美                     | 萩田光雄               | 8              |
| 1987年5月21日  | A面       | 渚のファンタシィ                                                                             | 武川行秀                      | 竹花伊智子                 | 新川博                 | 4              |
| 1987年5月21日  | B面       | 月夜でドキッ!                                                                                | 鈴木喜三郎                    | 篠原仁志                   | 萩田光雄               | 4              |
| 1987年8月25日  | A面       | ノ‧レ‧な‧いTeen-age （江崎固力果宣傳歌）                                                     | 西木栄二                      | 森浩美                     | 戶塚修                 | 4              |
| 1987年8月25日  | B面       | 恋のスタイル                                                                                 | 鈴木喜三郎                    | 坂田和子                   | 萩田光雄               | 4              |
| 1987年11月25日 | A面       | 夢冒險（夢冒険） NHK《アニメ三銃士 アラミスの冒険》主題曲 （第60屆選拔高等學校棒球大會進場主題曲） | 西木栄二                      | 森浩美                     | 中村暢之               | 4              |
| 1987年11月25日 | B面       | ハートの中のプリズム                                                                         | 石川恵樹                      | 森浩美                     | 中村暢之               | 4              |
| 1988年2月24日  | A面       | Guanbare                                                                                     | 馬飼野康二                    | 森雪之丞                   | 馬飼野康二             | 7              |
| 1988年2月24日  | B面       | Bタイプが好き                                                                                | 鈴木喜三郎                    | 坂田和子                   | 馬飼野康二             | 7              |
| 1988年5月18日  | A面       | 1億のスマイル～Please Your Smile～ 獅王Ban16系列1988年度宣傳曲                               | 飛鳥涼                        | 森浩美                     | 船山基紀               | 2              |
| 1988年5月18日  | B面       | 窓際の恋飛行（星期三下午5時檔限定劇目）                                                      | 飛鳥涼                        | 飛鳥涼                     | 十川知司               | 2              |
| 1988年8月21日  | A面       | アクティブ‧ハート （OVA《GunBuster》主題曲）                                                 | 西木栄二                      | 森浩美                     | 船山基紀               | 4              |
| 1988年8月21日  | B面       | トライAgain…! （OVA《GunBuster》片尾曲）                                                     | 西木栄二                      | 小倉惠                     | 船山基紀               | 4              |
| 1989年1月1日   | A面       | ホンキをだして                                                                               | 筒美京平                      | 森浩美                     | 船山基紀               | 4              |
| 1989年1月1日   | B面       | かわらないでね                                                                               | 筒美京平                      | 森浩美                     | 船山基紀               | 4              |
| 1989年2月14日  | A面       | 童話國度裡的生日 （おとぎの国のBirthday） NHK 《みんなのうた》於1988年12月 - 1989年1月所使用歌曲。               | 和泉常寛                      | 石坂直政                   | 山本健司               | 6              |
| 1989年2月14日  | B面       | 星屑のアリス                                                                                 | 歩一                          | 月岡貞夫                   | 山本健司               | 6              |
| 1989年4月26日  | A面       | Love Letter （獅王Ban16系列1989年度宣傳曲）                                                  | 尾崎亞美                      | 尾崎亞美                   | 佐藤準                 | 5              |
| 1989年4月26日  | B面       | Dream Call                                                                                   | 財津和夫                      | 夏目純                     | 佐藤準                 | 5              |
| 1989年8月2日   | A面       | さよならを過ぎて                                                                             | 前田克樹                      | 来生悦子                   | 船山基纪               | 8              |
| 1989年8月2日   | B面       | 少しづつの恋                                                                                 | 濱田金吾                      | 来生悦子                   | 鷺巢詩郎               | 8              |
| 1989年11月21日 | A面       | All Right                                                                                    | 遠藤響子                      | 遠藤響子                   | 鷺巣詩郎               | 10             |
| 1989年11月21日 | B面       | 恋の場面                                                                                     | 來生孝夫                      | 来生悦子                   | 船山基紀               | 10             |
| 1990年2月21日  | A面       | しあわせなんてほしくないわ                                                                   | 入江劍                        | 松本隆                     | 船山基紀               | 10             |
| 1990年2月21日  | B面       | ほほにキスして                                                                               | 伊藤薫                        | 伊藤薫                     | 船山基紀               | 10             |
| 1990年5月21日  | A面       | ダイヤモンド☆ブルー 日本電視劇《京都東山殺人事件》插曲 （獅王Ban16系列1990年宣傳曲）         | 遠藤響子                      | 遠藤響子                   | 井上日德               | 9              |
| 1990年5月21日  | B面       | Lonely Heartによろしく                                                                       | 都志見隆                      | 及川眠子                   | 井上日德               | 9              |
| 1990年8月21日  | A面       | 微笑みを見つけた                                                                             | 遠藤響子                      | 鈴木喜三郎                 | 井上日德               | 9              |
| 1990年8月21日  | B面       | 正しいパーティー                                                                             | 遠藤響子                      | 鈴木喜三郎                 | 井上日德               | 9              |
| 1990年11月21日 | A面       | イヴの卵 （JVC無線電話光脈衝S5宣傳曲）                                                       | MAYUMI                        | 及川眠子                   | 山川惠津子             | 10             |
| 1990年11月21日 | B面       | ウィンター‧ガーデン                                                                          | 鈴木喜三郎                    | 竹花伊智子                 | 井上日德               | 10             |
| 1991年3月21日  | A面       | あなたに天使が見える時                                                                       | 土橋安騎夫                    | 森雪之丞                   | 土橋安騎夫             | 12             |
| 1991年3月21日  | B面       | レイン‧レイン                                                                                | 土橋安騎夫                    | 森雪之丞                   | 土橋安騎夫             | 12             |
| 1991年6月21日  | A面       | モンタージュ                                                                                 | 土橋安騎夫                    | 森雪之丞                   | 土橋安騎夫             | 16             |
| 1991年6月21日  | B面       | WE NEED LOVE                                                                                 | 羽場仁志                      | 森雪之丞                   | 十川知司               | 16             |
| 1991年11月7日  | A面       | 涙がとまらない～HOW! AW! YA!～                                                               | 原田真二                      | 康珍化                     | 松本晃彦               | 21             |
| 1991年11月7日  | B面       | 雪の小鳥たちへ～Very Merry Christmas～                                                       | 原田真二                      | 康珍化                     | 松本晃彦               | 21             |
| 1992年3月4日   | A面       | 軽い気持ちのジュリア                                                                         | 上田知華                      | 康珍化                     | URAN                   | 19             |
| 1992年3月4日   | B面       | うれし涙 （OVA電影少女主題曲）                                                               | 遠藤響子                      | 遠藤響子                   | 清水信之               | 19             |
| 1992年6月21日  | A面       | 渚のピテカントロプス                                                                         | 羽田一郎                      | 康珍化                     | 羽田一郎               | 34             |
| 1992年6月21日  | B面       | 營火的歌（キャンプ‧ファイヤー‧ソング）                                                                                 | 森山良子                      | 康珍化                     | 吉川忠英               | 34             |
| 1992年11月6日  | A面       | たぶんタブー                                                                                 | 松田信男                      | 齊藤美和子                 | 西平彰                 | 54             |
| 1992年11月6日  | B面       | 何にもしないクリスマス                                                                       | 波花行造                      | 三浦德子                   | 森村献                 | 54             |
| 1993年5月21日  | A面       | あなたが満ちてゆく                                                                           | PROJECT MOONLIGHT CAFE        | 朝水彼方                   | 田代修二               | 60             |
| 1993年5月21日  | B面       | 言えないひとこと                                                                             | PROJECT MOONLIGHT CAFE        | PROJECT MOONLIGHT CAFE     | PROJECT MOONLIGHT CAFE | 60             |
| 1993年11月21日 | A面       | うれし涙笑顔が忘れられない                                                                   | M&M                           | M&M                        | 山川恵津子             | 89             |
| 1993年11月21日 | B面       | ふたつの輝き                                                                                 | PROJECT MOONLIGHT CAFE        | 朝水彼方                   | PROJECT MOONLIGHT CAFE | 89             |
| 1994年6月22日  | A面       | 誘われて…                                                                                    | PROJECT MOONLIGHT CAFE        | PROJECT MOONLIGHT CAFE     | PROJECT MOONLIGHT CAFE | 65             |
| 1994年6月22日  | B面       | あなただけ                                                                                   | PROJECT MOONLIGHT CAFE        | PROJECT MOONLIGHT CAFE     | PROJECT MOONLIGHT CAFE | 65             |
| 1995年2月22日  | A面       | Oh Oh Oh～ We are the Winners～ （日本女子排球聯賽官方主題曲）                               | 莫里斯·懷特 B.Meyers K.Misawa | -                          | M&M                    | -              |
| 1995年2月22日  | B面       | Oh Oh Oh～ We are the Winners～（原創卡拉OK）                                                | 莫里斯·懷特 B.Meyers K.Misawa | -                          | M&M                    | -              |
| 1995年5月10日  | A面       | 碧綠色的兔子（碧いうさぎ） （日本電視台《星之金币》主題曲） 2006年織田哲郎專輯《melodies》中再被翻唱。 | 織田哲郎                      | 牧穂惠美                   | 新川博                 | 5              |
| 1995年5月10日  | B面       | 永遠の朝                                                                                     | 上田知華                      | 上田知華                   | 山川恵津子             | 5              |
| 1996年4月24日  | A面       | Here I am ～泣きたい時は泣けばいい～                                                         | 川島美香                      | 秋元康                     | 新川博                 | 24             |
| 1996年4月24日  | B面       | 思い出をめくるために                                                                         | MOONLIGHT CAFE                | 秋元康                     | 新川博                 | 24             |
| 1996年10月9日  | A面       | 鏡中的禮服（鏡のドレス） （日本電視台《星之金币2》主題曲）                                             | 宇佐元恭一                    | 三浦らら                   | 土方隆行               | 9              |
| 1996年10月9日  | B面       | Star Talk                                                                                    | 沢田知可子                    | 沢田知可子                 | 土方隆行               | 9              |
| 1997年7月24日  | A面       | 涙色 （日本電視台系列《NNN今日大事》片尾曲）                                                 | 河村隆一                      | 河村隆一                   | 土方隆行               | 20             |
| 1997年7月24日  | B面       | 蝶々 （河村隆一同年發行的專輯《Love》中的同名歌曲共用同一片段）                              | 河村隆一                      | 河村隆一                   | 土方隆行               | 20             |
| 1998年5月13日  | A面       | 横顔 （日本電視台《火曜サスペンス劇場》主題曲）                                              | 辛島美登里                    | 辛島美登里                 | 十川知司               | 30             |
| 1998年5月13日  | B面       | Better half                                                                                  | 田中利江 細木隆宏             | 田中利江 細木隆宏          | 田中利江 細木隆宏      | 30             |
| 1999年4月1日   | A面       | Pure（佳麗寶化粧品 フレッシェルホワイトＣ 廣告曲）                                           | 增本直樹                      | 藤井郁彌                   | 土方隆行               | 50             |
| 1999年4月1日   | B面       | フォトグラフ                                                                                 | 岸谷香                        | 富田京子                   | 土方隆行               | 50             |
| 2000年4月5日   | A面       | WORDS OF LOVE （佳麗寶化粧品 フレッシェルホワイトＣ 廣告曲）                                 | 原由子                        | 原由子                     | 本山晴一郎             | 42             |
| 2000年4月5日   | B面       | Miss You                                                                                     | 村山晉一郎                    | 川村真澄                   | 村山晉一郎             | 42             |
| 2000年11月1日  | A面       | miracle                                                                                      | 村山晋一郎                    | 宮原芽映                   | 村山晋一郎             | -              |
| 2000年11月1日  | B面       | 私だけでいて                                                                                 | Steve Barakatt                | 宮原芽映                   | 松原憲                 | -              |
| 2004年4月      | 2004年4月 | CD繪本「はっくしょんベイビー らいおんにあう」歌曲 すすめ！はっくしょんベイビー               | 渡部チェル                    | 白峰美津子、原案：長薗安浩 | 渡部チェル             |                |
| 2004年6月23日  | A面       | 天下無敵の愛 （TBS《好孩子的盟友》主題曲）                                                   | 崎谷健次郎                    | 齊藤由貴                   | 崎谷健次郎             | -              |
| 2004年6月23日  | B面       | 月光下（月明かりの下）                                                                                   | 崎谷健次郎                    | 齊藤由貴                   | 崎谷健次郎             | -              |
| 2007年8月22日  | A面       | 比世界上任何人（世界中の誰よりきっと） TOYOTA NOAH廣告歌 翻唱中山美穗&WANDS的版本。                              | 織田哲郎                      | 中山美穗 上杉昇            | 上杉洋史               | 44             |
| 2007年8月22日  | B面       | 碧綠色的兔子（2007 Version） （碧いうさぎ）                                                            | 織田哲郎                      | 牧穂惠美                   | 上杉洋史               | 44             |

#### 銷售排行
| 順序 | 發行日期       | 歌曲名稱                                                                 | 銷售數量   |
| ---- | -------------- | ------------------------------------------------------------------------ | ---------- |
| 1    | 1987年2月5日   | 《想成為男孩》（男のコになりたい）                                                       | 48,000多張 |
| 2    | 1987年5月21日  | 《海灘的幻想》（渚のファンタシィ）                                                       | 60,000多張 |
| 3    | 1987年8月25日  | 《無法參與的Teen-age》（ノ‧レ‧な‧いTeen-age）                                               | 65,000多張 |
| 4    | 1987年11月25日 | 《夢冒險》（夢冒険）                                                           | 69,000多張 |
| 5    | 1988年5月18日  | 《一億個微笑～Please Your Smile～》（1億のスマイル～Please Your Smile～）                                  | 90,600張   |
| 6    | 1988年8月24日  | 《GUANBARE》                                                             | 82,000多張 |
| 7    | 1988年7月6日   | 《nori-P音頭》（のりピー音頭）                                                       | 33,000多張 |
| 8    | 1988年9月21日  | 《HAPPY AGAIN》                                                          | 87,000多張 |
| 9    | 1989年1月1日   | 《拿出真心》（ホンキをだして）                                                         | 97,540張   |
| 10   | 1989年2月14日  | 《童話國度裡的生日》（おとぎの国のBirthday）                                                 | 46,000多張 |
| 11   | 1989年4月26日  | 《Love Letter》                                                          | 91,370張   |
| 12   | 1989年8月2日   | 《再見以後》（さよならを過ぎて）                                                         | 81,690張   |
| 13   | 1989年11月21日 | 《All Right》                                                            | 50,000多張 |
| 14   | 1990年2月21日  | 《不想要幸福》                                                           | 64,000多張 |
| 15   | 1990年5月21日  | 《DIAMOND☆BLUE》（ダイヤモンド☆ブルー）                                                     | 51,000多張 |
| 16   | 1990年8月21日  | 《發現微笑》（）                                                         | 52,000多張 |
| 17   | 1990年11月21日 | 《夏娃的結晶》 （イヴの卵）                                                      | 42,000多張 |
| 18   | 1991年3月21日  | 《讓你見到天使時》（あなたに天使が見える時）                                                   | 39,000多張 |
| 19   | 1991年6月21日  | 《montage》（モンタージュ）                                                          | 35,000多張 |
| 20   | 1991年11月7日  | 《眼淚不會停止～HOW ! AW ! YA !～》（涙がとまらない ～HOW ! AW ! YA !～）                                  | 24,000多張 |
| 21   | 1992年3月4日   | 《心情輕鬆的茱莉亞》（軽い気持ちのジュリア）                                                 | 27,000多張 |
| 22   | 1992年6月21日  | 《海邊的原始人》（渚のピテカントロプス）                                                     | 21,000多張 |
| 23   | 1992年11月6日  | 《也許是忌諱》（たぶんタブー）                                                       | 10,000多張 |
| 24   | 1993年5月21日  | 《心中充滿着你》（あなたが満ちてゆく）                                                     | 11,000多張 |
| 25   | 1993年11月21日 | 《難忘的笑容》（笑顔が忘れられない）                                                       | 7,000多張  |
| 26   | 1994年6月22日  | 《誘惑…》（誘われて…）                                                            | 6,000多張  |
| 27   | 1995年2月22日  | 《》                                                                     | 榜外       |
| 28   | 1995年5月10日  | 《碧綠色的兔子》（碧いうさぎ）                                                     | 997,380張  |
| 29   | 1996年4月24日  | 《Here I am ~想哭就哭~》（Here I am ～泣きたい時は泣けばいい～）                                             | 87,000多張 |
| 30   | 1996年10月9日  | 《鏡中的禮服》（鏡のドレス）                                                       | 446,740張  |
| 31   | 1997年7月24日  | 《淚色》（涙色）                                                             | 117,540張  |
| 32   | 1998年5月13日  | 《側臉》（横顔）                                                             | 86,000多張 |
| 33   | 1999年4月1日   | 《PURE》                                                                 | 11,000多張 |
| 34   | 2000年4月5日   | 《WORDS OF LOVE》                                                        | 8,000多張  |
| 35   | 2000年11月1日  | 《miracle》                                                              | 榜外       |
| 36   | 2004年4月      | CD繪本「はっくしょんベイビー らいおんにあう」 歌曲《前進！哈啾寶貝》（すすめ！はっくしょんベイビー） | --         |
| 37   | 2004年6月23日  | 《天下無敵的愛》（天下無敵の愛）                                                     | 748多張    |
| 38   | 2007年8月22日  | 《世界中最愛的人是你》（世界中の誰よりきっと）                                               | 7,000多張  |

### 專輯
（注：部分歌曲的中文名稱並非其正式名稱，只從網上翻譯而來）
| 發行日期       | 專輯名稱                                    | 專輯類型  | 曲目 |
| -------------- | ------------------------------------------- | --------- | --- |
| 1987年7月1日   | （Noriko Part I）                           | 專輯      | Fantasia 曲目 1. 想成為男孩（男のコになりたい）（專輯版） 2. 任性綜合症（ワガママ‧シンドローム） 3. 拜託你親愛的（） 4. 漂亮的偏執狂（プリティ・パラノイア） 5. 幸運男孩（マンモス・ラッキイ BOY） 6. 再見的代替（サヨナラのかわりに） 7. 海灘的幻想（渚のファンタシィ） 8. 月光之夜（月夜でドキッ） 9. 葉子標記（若葉マークに首ったけ） 10. 震級女英雄（マグニチュード・ヒロイン） 11. 哀傷的心情（哀しきモナムール） 12. 灰姑娘之夜（素敵なシンデレラ・ナイト） |
| 1988年1月1日   | （Noriko Special）                          | 專輯      | 夢冒険 曲目 1. 夢冒險（夢冒険） 2. 峽灣的風（フィヨルドの風） 3. 夢想是愛你（夢より愛して） 4. 戀之風格（恋のスタイル） 5. 無法參與的Teen-age（ノ·レ·な·いTeen-age） 6. 心中的棱鏡（ハートの中のプリズム） 7. 付出更多（もっとデリカシー） 8. 一言難盡（キャッチワードが切り出せない） |
| 1988年3月16日  | Guanbare （Noriko Part II）                 | 專輯      | Guanbare 曲目 1. Don't Stop Genki 2. 加油啊！（ガンバラなくっちゃッ！） 3. 星期六的灰姑娘（土曜だけはシンデレラ） 4. 天使之館（天使の館） 5. 17歲之歌（17ビート） 6. Guanbare（Album Mix） 7. 放學後的女主角（放課後のヒロイン） 8. 我喜歡B型（Bタイプが好き） 9. 溫柔的雨滴（雨粒は優しくて） 10. 我想相愛（愛になりたい） 11. 少女的夢（ミーハー） |
| 1988年8月21日  | Lovely Times （Noriko Part III）            | 專輯      | Lovely Times 曲目 1. 情歌節奏（ビート·パレード） 2. 試一次Again…！（トライAgain…！） 3. 眼波流轉（ウィンクに染めて） 4. 到POP去吧（POPにいこうよ） 5. Listen To Me 6. 窗邊的戀飛行-周三５時限定-（窓際の恋飛行-水曜５時限目-） 7. 奮鬥！（ファイト！） 8. 活躍的心（アクティブ·ハート） 9. Stardust Wave 10. 八月的第一頁（１ページのAugust） 11. １億的微笑-Please Your Smile-（１億のスマイル－PLEASE YOUR SMILE－） |
| 1989年6月21日  | Blue Wind （Noriko Part IV）                | 專輯      | Blue Wind 曲目 1. 風的情歌（風のアンダンテ） 2. Love Letter 3. 戀愛的最高潮（恋のさなか） 4. 河的睡美人（渚の眠り姫） 5. 回到記憶中（想い出に帰りたい） 6. 秘密的花園（秘密のガーデン） 7. 就快了（もうすぐの予感） 8. 夏日情歌（サンクチュアリ） 9. 自然而然（ナチュラル） 10. Dream Call 11. 天使的彩虹（天使がくれたレインボー） |
| 1989年12月16日 | My Dear （Noriko Part V）                   | 專輯      | My Dear 曲目 1. Telepathy 2. 對你的思鄉病（あなたにホームシック） 3. 聖誕夜情人（クリスマス·シンデレラ） 4. Silence For Love 5. Air Mail 6. All Right 7. 100%的戀人（100%の恋人） 8. 戀之處方（恋のレシピ） 9. 情與愛的微妙差別（恋と愛のニュアンス） 10. Blink 11. 感謝心跳（ありがとうハートビート） |
| 1990年3月21日  | Singles （Noriko Best）                     | 新曲+精選 | Singles 曲目 1. 想成為男孩 2. 海灘的幻想 3. 無法參與的Teen-age 4. 夢冒險 5. Guanbare 6. １億的微笑－Please Your Smile－ 7. 法子聲音（のりピー音頭） 8. Happy Again 9. 拿出真心（ホンキをだして） 10. 童話國的Birthday（おとぎの国のBirthday） 11. Love Letter 12. 過去再見（さよならを過ぎて） 13. All Right |
| 1990年7月4日   | （Noriko Part VI）                          | 專輯      | White Girl 曲目 1. Lonely Heart你好（Lonely Heart によろしく） 2. 先做做樣子（カタチから入ろう） 3. 也對啊！（そうかも!いいかも!） 4. White Girl 5. 都挺好的嘛（みんないいじゃない） 6. 友情之吻（友情キッス） 7. 下著100%的雨（100%の雨が降る） 8. Diamond Blue (July Mix) 9. 相逢在彼時（あの頃に逢いたい） 10. Sweet Home 11. 幸福算什麼（幸福なんてほしくないわ） |
| 1991年1月21日  | （Noriko Part VII）                         | 專輯      | Sweet'n Bitter 曲目 1. 浴室電話（シャワールームに電話） 2. 離幸福最近的座位（幸福なんてほしくないわ） 3. Dear Boy （ディア・ボーイ） 4. 雨的感覺（雨の気持ち） 5. 找到微笑（） 6. 太遜了（すごすぎる） 7. 20歲的情人節（20才のバレンタイン） 8. 你的存在（きみの存在） 9. 稍微認真...（すこし本気…） 10. 夏娃的蛋（イヴの卵） 11. 直到明天的結尾（明日へつづくラストシーン） |
| 1991年2月21日  | Noriko Sakai Vol.1-3                        | 新曲+精選 | Noriko Sakai Vol.1-3 曲目 Vol. 1 1. 想成為男孩 2. 任性綜合症 3. 海灘的幻想 4. 月光之夜 5. 無法參與的Teen-age 6. 戀之風格 7. 夢冒險 8. 心中的棱鏡 9. Guanbare 10. 我喜歡B型 Vol. 2 1. １億的微笑－Please Your Smile－ 2. 窗邊的戀飛行-周三５時限定- 3. Happy Again 4. 我不喜歡...（きらいよ・・・） 5. 拿出真心 6. 别耍我（かわらないでね） 7. 童話國的Birthday 8. 星塵的愛麗絲 9. Love Letter 10. Dream Call Vol. 3 1. 過去再見 2. 一點一滴的戀愛 3. 高髻背後（バック・アップ） 4. 戀之場面（恋の場面） 5. 我不想擁有幸福（幸福ないてほしくないわ） 6. 親親臉頰（ほほにキスして） 7. 鑽石☆憂鬱（ダイヤモンド☆ブルー） 8. Lonely Heart你好 9. 找到微笑 10. 正確的派對（正しいパーティー） |
| 1991年7月21日  | （Magical Montage Company）                 | 專輯      | Magical Montage Company 曲目 1. 童話中的灰姑娘（おとぎ話のシンデレラ） 2. 来自悲觀國的問好（悲観の国からこんにちわ） 3. 讓我們擺脫它（かくしゴトをしょう） 4. 感冒（） 5. 一柳葉菜（モソタ一ヅュ） 6. 就連這樣的事也說說吧（こんな事でも言ってみょぅかな） 7. 明明是昨日的今天（昨日の今日なのに） 8. 扮鬼臉（あかんべ） 9. 當你看見天使時（あなたに天使が見える時） 10. air-Salad Days |
| 1991年12月5日  | Sentimental Best                            | 精選      | Sentimental Best 曲目 1. White Girl 2. 相逢在彼時 3. 再見的代替 4. 溫柔的雨滴 5. Stardust Wave 6. Love Letter 7. 夏日情歌 8. 過去再見 9. Air Mail 10. 找到微笑 11. 雨的感覺 12. 車道‧車道（レイン・レイン） 13. 哎喲喂2（やあね II） 14. 感冒 15. 當你看見天使時 16. 你的存在 |
| 1992年7月22日  | （Noriko Part IX）                          | 專輯      | Noriko Part IX 曲目 1. 水邊的歌（Manmoth Version） （渚のピテカントロプス（マンモス・バージョン）） 2. TUESDAY TIKI 3. 賓博・南波・曼波舞（ビンボ・ナンボ・マンボ） 4. 爺爺 is watching TV（おじいちゃん is watching TV） 5. 喜歡（） 6. 很想對他好（やさしくしてあげたい） 7. 沒關係（平気！平気！） 8. 今夜還有新聞（今夜もニュース・ホリック） 9. 只有神知道的心裡的夢（神のみぞ知るハートのゆくえ） 10. REAL |
| 1992年12月2日  | Singles〜 Noriko Best II                    | 新曲+精選 | Singles〜 Noriko Best II 曲目 1. 幸福算什麼 2. 鑽石☆憂鬱 3. 找到微笑 4. 夏娃的蛋 5. 當你看見天使時 6. 蒙太奇（モンタージュ） 7. 止不住的淚水～HOW! AW! YA！～ （涙がとまらない～HOW！AW！YA！～） 8. 輕挑的茱莉亞（軽い気持ちのジュリア） 9. 海灘的猿人（渚のピテカントロプス） 10. 也許是忌諱（たぶんタブー） 11. 夢冒險～Greek Wind Version～器樂版 （夢冒険～Greek Wind Version～ インストゥルメンタル） |
| 1993年7月21日  | （Noriko Part X）                           | 專輯      | Noriko Part X 曲目 1. 肯定從今天開始（きっと今日からは） 2. 我們戀人的日曆（恋人たちのカレンダー） 3. 第二幀（セカンド・フレーム） 4. 放心...（だいじょうぶ…） 5. 我不能說的一句話（言えないひとこと） 6. 夏天快到了（もうすぐ夏が来る） 7. 沒有你的夏天（あなたのいない夏） 8. 我相信（信じているよ） 9. 如果在風中吹（風に吹かれたら） 10. 心中充滿着你（あなたが満ちてゆく (アップ・オン・ザ・ルーフ・ヴァージョン)） 11. 溫柔的鏡頭（優しいレンズ） |
| 1994年2月2日   | （Natural Best）                            | 新曲+精選 | Natural Best 曲目 1. 最接近幸福的座位（幸せにいちばん近い席） 2. 不能忘記的笑容（笑顔が忘れられない） 3. 你的存在 4. 找到微笑 5. 幸福眼淚（うれし涙） 6. 很想對他好 7. 鑽石☆憂鬱 8. 甜蜜的家（スウィート・ホーム） 9. 直到明天的結尾（明日へつづくラストシーン） 10. 讓你能夠見到天使時（あなたに天使が見える時） 11. 我們需要愛（ウィ・ニード・ラヴ） 12. 心中充滿着你 13. 瞬間在你身邊（きらめいてそばにいる） 14. 聖誕節甚麼都不做（何もしないクリスマス） 15. 優雅的鏡片（優しいレンズ） |
| 1994年7月21日  | 10 SONGS（Noriko Part XI）                  | 專輯      | 10 SONGS 曲目 1. 唇的聲音（くちびるに、ね） 2. 怎麼樣（どうなるかわからないけど） 3. 素顏的我（素顔の私） 4. 我後來不想哭（泣いてなんかいないわ） 5. 墜入愛河的一瞬間（恋が愛に変わる瞬間） 6. 永恆的早晨（永遠の朝） 7. 最後的一個故事（終わらない物語を） 8. 誘惑而…（誘われて...） (Another Version) 9. 不匹配的孤獨（ひとりなんて似合わない） 10. 只有你（あなただけ） |
| 1994年11月1日  | 微笑                                        | 新曲+精選 | 微笑 曲目 1. 微笑 2. 夢冒險 3. 不能忘記的笑容 4. 浴室電話 5. 直到明天的結尾 6. 愛的心情 7. Guanbare 8. 你的存在 9. All Right 10. 心中充滿着你 |
| 1995年6月21日  | Watercolour                                 | 新曲+精選 | Watercolour 曲目 1. 雨的感覺 2. 夏天快到了 3. 瞬間在你身邊 4. 唇的聲音 5. 不知道會怎麼樣（どうなるかわからないけど） 6. 我不能說的一句話 7. 如果在風中吹 8. 不能忘記的笑容 9. 不匹配的孤獨 10. 心中充滿着你 11. 只有你（あなただけ） 12. 永恆的早晨 13. 碧綠色的兔子（碧いうさぎ） |
| 1995年7月12日  | Twin Best                                   | 新曲+精選 | Twin Best 曲目 CD1 1. 拜託你親愛的 2. 想成為男孩 3. 海灘的幻想 4. 無法參與的Teen-age 5. 夢冒險 6. Guanbare 7. Don't Stop Genki 8. １億的微笑－Please Your Smile－ 9. 法子聲音 10. 活躍的心 11. HAPPY AGAIN 12. 拿出真心 13. 童話國的Birthday 14. Love Letter 15. 過去再見 16. All Right 17. 幸福算什麼 18. 鑽石☆憂鬱 19. White Girl CD2 1. 找到微笑 2. 夏娃的蛋 3. 雨的感覺 4. 你的存在 5. 當你看見天使時 6. 蒙太奇 7. 止不住的淚水～HOW! AW! YA！ 8. 心情輕鬆的茱莉亞 9. 海灘的猿人 10. 也許是忌諱 11. 心中充滿着你 12. 放心... 13. 不能忘記的笑容 14. 誘感而…（誘われて…） 15. 最後的一個故事 16. OH OH OH～We are the Winners～ |
| 1996年2月1日   | 我愛美人魚                                  | 專輯      | 我愛美人魚 曲目 1. 我愛美人魚 2. 有缘千里（孫耀威合唱） 3. 碧綠色的兔子（碧いうさぎ） 4. 遠行（） 5. 只有你（あなただけ） 6. 微笑 7. 愛的心情 8. 言盡（） 9. 誘感而… 10. 下雨的心（雨の気持ち） |
| 1996年5月22日  | ／ (素顔)                                   | 專輯      | ノーメイク 曲目 1. 頬杖をつく夜 2. ウェディングベルの行方 3. Here I am ～泣きたい時は泣けばいい～ 4. 髪を洗えば 5. ライバル 6. 思い出をめくるために 7. Moving 8. 碧いうさぎ 9. 黒い服の日 10. 接吻しないで 11. 涙ならすぐには出ない 12. 永遠のそばで～あなただけに私だけに～ |
| 1996年5月22日  | 有縁千里                                    | 專輯      | 有縁千里 曲目 1. 有縁千里 ( 與孫耀威合唱) 2. 我愛美人魚（ウォアイメィレンユゥ） 3. 夢冒険（ムンマオシェン） 4. 愛的心情（アイダシンチン） 5. 微笑（ウェイシャオ）（微笑みを見つけた） |
| 1996年12月18日 |                                             | 專輯      | スノーフレイクス 曲目 1. 15歳の私へ 2. 太陽の一日 3. あなたと見た空 4. 26時のジェラシー 5. サヨナラ 6. 季節のない明日 7. 白いマフラー 8. キライにならないで 9. 元気ですか… 10. I will follow you … 11. Flowers 12. 鏡のドレス 13. Here I am ～泣きたい時は泣けばいい～ 14. 碧いうさぎ |
| 1997年11月28日 | Asian Collection '97                        | 精選      | Asian Collection '97 曲目 1. 鏡のドレス 2. 涙色 3. 蝶々 4. 微笑みを見つけた 5. 碧いうさぎ |
| 1998年7月1日   | Work Out Fine                               | 精選      | Work Out Fine 曲目 1. ALL WE NEED IS CHANGE 2. おはようの風景 3. ９月の海 4. Sweet-Go-Round 5. この街で 6. 横顔 7. 幸せに出会う方法 8. Freedom 9. ミルク ティー 10. アンサンブル 11. 涙色 |
| 1998年10月1日  | Asian Tour Special 〜Asian Collection '98〜 | 精選      | Asian Tour Special 曲目 1. 晨安的空氣（おはようの風景）＜中文版＞ 2. あなたに天使が見える時 3. 微笑（）＜中文版＞ 4. 夢冒険（夢冒険） 5. 鏡のドレス 6. 横顔 7. Better Half 8. あなたが満ちてゆく 9. 涙色 10. 碧いうさぎ |
| 1999年6月23日  | Pure Collection                             | 精選      | Pure Collection 曲目 1. PURE 2. ９月の海 3. きみの存在 4. 白いマフラー 5. あなただけ 6. 幸せにいちばん近い席 7. きらめいてそばにいる 8. 思い出をめくるために 9. １５歳の私へ 10. 永遠の朝 11. Star Talk 12. bouquet |
| 1999年6月23日  | Pure Collection（中国版）                   | 精選      | Pure Collection（中国版） 曲目 1. PURE 2. ９月の海 3. きみの存在 4. 白いマフラー 5. あなただけ 6. 幸せにいちばん近い席 7. きらめいてそばにいる 8. 思い出をめくるために 9. １５歳の私へ 10. 永遠の朝 11. Star Talk 12. bouquet 13. ALL WE NEED IS CHANGE 14. 鏡のドレス 15. 碧いうさぎ |
| 2000年4月5日   | Singles〜 Noriko Best III                   | 精選      | Singles〜 Noriko Best III 曲目 1. 镜中的裙子 2. 泪色 3. 恋人たちの力レソダ一 4. おはようの风景 5. 笑颜が忘れられない 6. あなたが满ちてゆく 7. あなたと见た空 8. Here I am~泣きたい时は泣けばいい~ 9. 碧绿色的兔子 10. 横颜 11. OH OH OH~We are the Winners~ 12. 诱れれて... 13. Pure 14. ミルクテイ一 15. 蝶 |
| 2000年10月1日  | Asia 2000〜Words Of Love〜                  | 精選      | Asia 2000〜Words Of Love〜 曲目 1. 镜中的裙子 2. 加油 3. 1亿的微笑 4. 你看见天使时候 5. 你的存在 6. 泪色 7. 梦冒险 8. All Right 9. 情书 10. 心中充满着你 11. 钻石蓝色 12. 花束 13. Here I Am 14. 碧绿色的兔子 15. 微笑 16. 想当男孩子 17. Miracle 18. Miss You 19. 横颜 20. 早安的空气 21. 海滩幻想 22. 诱感而。.. 23. Photograph 24. Pure 25. Words Of Love |
| 2003年9月6日   | ／ (Moments)                                | 精選      | Moments 曲目 1. 碧いうさぎ 2. Morning Glory 3. BEACH'S WIDOW 4. カナリア諸島にて 5. Septembe 6. NATURALLY 7. HAWAIIAN Wedding Song 8. No End Summer |
| 2005年3月24日  | ＜COLEZO!＞Noriko Sakai Best Selection      | 精選      | COLEZO! 曲目 1. 男のコになりたい 2. 渚のファンタシィ 3. ノ・レ・な・いTeen-age 4. 夢冒険 5. Guanbare 6. 1億のスマイル － PLEASE YOUR SMILE － 7. のりピー音頭 8. ホンキをだして 9. Love Letter 10. さよならを過ぎて 11. 微笑みを見つけた 12. あなたに天使が見える時 13. 軽い気持ちのジュリア 14. 碧いうさぎ 15. Here I am ～泣きたい时は泣けばいい～ 16. 鏡のﾄﾞﾚｽ 17. 涙色 18. 横顔 |
| 2005年12月16日 | ＜COLEZO! TWIN＞                            | 精選      | COLEZO! TWIN 曲目 CD1 1. お願いダーリン 2. 男のコになりたい 3. 渚のファンタシィ 4. ノ・レ・な・い Teen-age 5. 夢冒険 6. GUANBARE 7. Don't Stop Genki 8. １億のスマイル -PLEASE YOUR SMILE- 9. のりピー音頭 10. アクティブ・ハート 11. Happy Again 12. ホンキをだして 13. おとぎの国のBirthday 14. Love Letter 15. さよならを過ぎて 16. ALL RIGHT 17. 幸福なんてほしくないわ 18. ダイヤモンド☆ブルー 19. ホワイト・ガール CD2 1. 微笑みを見つけた 2. イヴの卵 3. 雨の気持ち 4. きみの存在 5. あなたに天使が見える時 6. モンタージュ 7. 涙がとまらない? HOW! AW! YA!? 8. １億のスマイル -PLEASE YOUR SMILE- 9. 軽い気持ちのジュリア 10. 渚のピテカントロプス 11. たぶんタブー 12. あなたが満ちてゆく 13. だいじょうぶ・・・ 14. 笑顔が忘れられない 15. 誘われて・・・ 16. 終わらない物語を 17. OH OH OH ?We are the Winners? |
| 2007年9月19日  |                                             | 精選      | 大好き ～My Moments Best～ 曲目 1. 世界中の誰よりきっと 2. 碧いうさぎ 3. 鏡のドレス 4. 涙色 5. 月明かりの下 6. 天下無敵の愛 7. miracle 8. WORDS OF LOVE 9. PURE 10. 横顔 11. Here I am ～泣きたい时は泣けばいい～ 12. 軽い気持ちのジュリア 13. 微笑みを見つけた 14. Love Letter 15. １億のスマイル ーPLEASE YOUR SMILEー 16. 世界中の誰よりきっと (Version II) 17. すすめ！はっくしょんベイビー CD+DVD，DVD收錄ASIAN TOUR SPECIAL～work out fine～香港演唱會影像達60分鐘 |
| 2014年1月22日  | (Namida Hitsotsubu)                         | 精選      | 涙ひとつぶ 曲目 1. 遊客（） 2. Pride 3. 任時光從身邊流逝 （時の流れに身をまかせ） 4. 正因為活著（生きてこそ） 5. 一滴眼淚（涙ひとつぶ） 6. 碧綠色的兔子-中國語版本-（ MV） 7. 一滴眼淚 （MV） |
| 2015年11月11日 | Truth～飛べない鳥よ～                       | 精選      | Truth～飛べない鳥よ～ 曲目 1. Truth~不會飛的鳥吧~（Truth~飛べない鳥よ~） 2. As time goes by 3. 檸檬的涙（レモンの涙） 4. 再見我的愛人（グッド・バイ・マイ・ラブ） 5. 碧綠色的兔子 (2015 ver.)（碧いうさぎ (2015 ver.)） |

### 演唱會
| 日期           | 演唱會                                                            | 地點 |
| -------------- | ----------------------------------------------------------------- | --- |
| 1987年9月      | 演唱會                                                            | 1987年9月6日: 毎日大阪会館 1987年9月12日: 東京郵便貯金会館 |
| 1988年3月      | 演唱會                                                            | 不详 |
| 1988年9月11日  |                                                                   | 新宿厚生年金会館 |
| 1989年         | 酒井法子Absoer Shuttle Heart演唱會 酒井法子的第一次全國巡迴演唱會 | 7月22日 不詳 8月17日 愛知厚生年金会館 其餘不詳 |
| 1989年10月29日 | のりのりのりピー Live In よみうりランドEAST 演唱會                | よみうりランドEAST |
| 1990年7月20日  | 酒井法子White girl日本巡迴演唱會 在全國19個地方舉行               | 07月20日：東京太陽廣場 07月24-25日：愛知縣名古屋厚生年金會館 其餘不詳 |
| 1991年9月21日  | 野音9.21 ～Magical Montage Tour～                                 | 日比谷野外音楽堂 |
| 1992年         | 台北夢冒險演唱會                                                  | 05月10-11日：台北市立體育場 |
| 1992年5月24日  | 酒井法子歌迷會五週年紀念演唱會                                    | 不詳 |
| 1992年8月6日   | 1992 Concert Tour Mammoth演唱會                                   | 不詳 |
| 1992年         | 酒井法子想妳台北演唱會                                            | 10月31日-11月1日：台北市立體育場 |
| 1993年8月25日  | Noriko Sakai Concert Tour'93演唱會                                | 不詳 |
| 1994年4月2日   | Yuppie Concert'94演唱會                                           | 不詳 |
| 1994年         | Noriko Sakai Don't Stop Concert'94演唱會                          | 8月17日 不詳 8月30日 愛知厚生年金会館 其餘不詳 |
| 1995年10月9日  | Blue Stella演唱會                                                 | 東京 |
| 1998年         | Tears Color Concert'98                                            | 4月17日：綾瀬市文化会館 5月27日：長野市民福祉会館 5月28日：石川市民福祉会館 5月29日：褔井市民福祉会館 6月 3日：濱松市民福祉会館                                                                                         |
| 1998年         | Asian Tour Special～Work Out Fine～亞洲巡迴演唱會                 | 10月4日：日本千葉縣浦安市文化會館 10月10日：愛知縣名古屋厚生年金會館 10月24日：台灣嘉義市立體育場 10月30日：大阪厚生年金會館 11月1日：東京新宿厚生年金會館 11月06-08日：香港會議展覽中心 11月18日：東京新宿厚生年金會館 |
| 2000年         | Asia 2000～ Words Of Love～ 亞洲巡迴演唱會                        | 10月9日：日本埼玉縣戸田市文化會館 10月14日：東京太陽廣場 10月20日：名古屋市公會堂 10月30日：大阪市吹田市文化會館 11月03-04日：香港會議展覽中心                                                                          |
| 2016年         | 酒井法子 30th Anniversary Concert                                 | 09月22日：Differ Ariake |
| 2018年         | Welcome Back 香港音樂會                                           | 01月20日：香港浸會大學會堂 |
| 2019年         | Miss You 香港音樂分享會                                           | 07月13日：香港九龍灣國際展貿中心 Music Zone |
| 2024年         | My Dear香港演唱會2024                                             | 7月13-14日：香港麥花臣場館 |

### 影音商品
- 1986年11月21日發售《YUPPIE》
- 1987年9月21日發售《YUPPIE 2活躍少女》
- 1988年11月21日發售《Please Your Smile ～Noriko Live '88～》，1988年9月11日於東京・新宿厚生年金會館的演唱會
- 1989年9月21日發售《Video File Vol.1 1986-1988》《Video File Vol.2 1988-1989》
- 1990年9月21日發售《White Girl Story》
- 1991年5月1日發售《Video File Vol.3 1989-1991》
- 1991年5月21日發售《CF Kssaku Syuu "15x19"》
- 1991年9月21日發售《Zephyros/Noriko Sakai in Greece》
- 1991年12月1日發售《Egeumino Yuuwaku》（愛琴海的誘惑）
- 1991年12月16日發售《Yaon 9・21》（野音9・21）
- 1993年2月24日發售《Stadium Live in Taiwan》
- 1996年3月6日發售《Stella ～碧いうさぎ～》
- 1996年11月21日發售《碧いうさぎ・鏡のドレス》
- 1999年8月25日發售《Noriko Clips》
- 2002年3月21日發售《NORIKO BOX》，5CD+DVD
- 2008年11月19日發售《Promo Maxx 1》，DVD[41]
- 2008年12月17日發售《Complete Box》，7DVD[42]
- 2016年8月6日發售《酒井法子出道30周年記念DVD BOOK》[43]
- 2016年12月12日發售《酒井法子 30th Anniversary Concert》,2DVD[44]
- 2017年3月15日發售 NORIKO BOX [30th Anniversary Mammoth Edition] 7CD+3DVD

## 影视作品

### 電視劇

#### 连续剧
| 日期                          | 首播电视台  | 劇集                                                            | 角色       |
| ----------------------------- | ----------- | --------------------------------------------------------------- | ---------- |
| 1986年1月11日 - 3月29日       | 日本电视台  | 春風一番!                                                       | 美津子     |
| 1988年12月13日                | 东京电视台  | カッ飛び! ヤンヤン姫 第11話「素浪人罠にはまって大激戦!」        | 小夜       |
| 1990年1月7日 - 12月9日        | NHK综合频道 | 大河剧 - 宛如飞翔                                               | 西乡琴     |
| 1990年10月7日 - 1991年9月29日 | 朝日电视台  | 代表取締役刑事                                                  | 橘日向子   |
| 1993年4月12日 - 6月28日       | 富士电视台  | 同一屋檐下                                                      | 柏木小雪   |
| 1993年4月14日                 | 朝日电视台  | はぐれ刑事純情派 第6シリーズ第2話「美人コンテスト女王の犯罪!?」 | 客串       |
| 1993年6月                     | 台灣        | 我愛美人魚                                                      | 美美       |
| 1993年11月15日 - 12月9日      | NHK综合频道 | 新银河电视剧 - 帰ってきちゃった                                 | 村田かおり |
| 1994年4月13日 - 6月29日       | 日本电视台  | 恋栈夕阳情                                                      | 大里ナナ   |
| 1995年1月15日                 | TBS电视台   | 是我、伙伴 第1話「私、お嬢様の味方です」                        | 村中江里子 |
| 1995年4月12日 - 7月12日       | 日本电视台  | 星之金币                                                        | 倉本彩     |
| 1996年10月9日 - 12月25日      | 日本电视台  | 星之金币2                                                       | 倉本彩     |
| 1997年4月2日                  | 日本电视台  | 星之金币完结篇                                                  | 倉本彩     |
| 1997年4月14日 - 6月30日       | 富士电视台  | 同一屋檐下2                                                     | 柏木小雪   |
| 1998年1月9日 - 3月20日        | TBS电视台   | 聖者的行進                                                      | 葉川桃     |
| 1999年2月17日 - 3月17日       | NHK综合频道 | 小厨娘和大厨房                                                  | 香山靜     |
| 2000年4月12日 - 6月29日       | 日本电视台  | 天使消失的街道                                                  | 進藤京子   |
| 2002年1月6日 - 12月15日       | NHK综合频道 | 大河剧 - 利家与松                                               | 北政所     |
| 2003年4月17日 - 6月26日       | 富士电视台  | 女婿大人2003                                                    | 石原南     |
| 2003年3月31日 - 5月8日        | NHK综合频道 | 我要当旅馆美人                                                  | 吉野奈津子 |
| 2005年3月29日 - 10月1日       | NHK综合频道 | 连续电视小说 - 小优无双                                         | 木户亚沙子 |
| 2007年4月19日 - 2008年2月28日 | 富士电视台  | 樱桃小丸子                                                      | 樱堇       |

#### 单元剧
| 日期           | 首播电视台 | 劇集 | 角色               |
| -------------- | ---------- | --- | ------------------ |
| 1988年10月18日 | 朝日电视台 | 火曜スーパーワイド - 山村美紗の密室ミステリー 京都花見小路殺人事件 舞妓さんは名探偵！                     | 小菊               |
| 1989年1月1日   | 朝日电视台 | 新春ドラマスペシャル - サラリーマン忠臣蔵・華麗なる復讐                                                   | 不詳               |
| 1989年1月3日   | 朝日电视台 | 新春時代劇スペシャル - 家光と彥佐と一心太助                                                               | お仲               |
| 1989年8月1日   | 朝日电视台 | 火曜スーパーワイド - 山村美紗の密室ミステリー 京舞妓殺人事件 舞妓さんは名探偵Ⅱ ニセブランド品が死を招く！ | 小菊               |
| 1990年4月24日  | 朝日电视台 | 火曜ミステリー劇場 - 山村美紗サスペンス 京都東山殺人事件 舞妓さんは名探偵                                 | 小菊               |
| 1991年1月2日   | 朝日电视台 | 正月ドラマスペシャル - 若さま侍捕物帖〜陰謀渦巻く江戸城大奥の秘密                                         | 勝姫               |
| 1992年2月15日  | 东京电视台 | 映画みたいな恋したい 「恋しくて」                                                                         | 小茜               |
| 1992年9月7日   | 富士电视台 | 秋の特選サスペンス - 湖畔亭                                                                               | 不詳               |
| 1992年9月14日  | TBS电视台  | 月曜ドラマスペシャル - 真夏のサンタクロース                                                               | 桑田千代           |
| 1992年12月24日 | 读卖电视台 | ドラマシティー'92 - 好きだと言ってくれたなら                                                              | 不詳               |
| 2000年8月25日  | 富士电视台 | 金曜エンタテイメント - ほんとにあった怖い話2 「遠い夏」                                                   | 萩原律子           |
| 2004年9月25日  | 日本电视台 | 恋のから騒ぎドラマスペシャル 「三十路の女」                                                               | 掛布貴子           |
| 2004年11月17日 | 朝日电视台 | 秋のスペシャルドラマ - 弟                                                                                 | 料亭"海陽亭"の女將 |
| 2005年1月2日   | 东京电视台 | 新春ワイド時代劇 - 国盗り物語                                                                             | お槙               |
| 2006年11月14日 | 日本电视台 | 火曜ドラマゴールド - 出張料理人                                                                           | 神崎直             |
| 2013年7月6日   | BS JAPAN   | 黒い報告書 男と女の事件ファイルIII「誤解」                                                                | 上條理佐           |

### 電影
| 首映日期       | 劇集                         | 角色                  |
| -------------- | ---------------------------- | --------------------- |
| 1991年11月23日 | 《必殺!5黃金の血》           | お淺                  |
| 1998年12月23日 | 《花のお江戸の釣りバカ日誌》 | 濱崎美津              |
| 2003年8月23日  | 《咒怨2》                    | 原濑京子              |
| 2004年8月7日   | 《月光水母》                 | 寺泽由纪子 (特別演出) |
| 2004年10月2日  | 《预言》                     | 里見綾香              |
| 2006年8月5日   | 《I am日本人》               | 不詳                  |
| 2008年1月12日  | 《SS エスエス》              | 大佛久美子            |
| 2008年3月25日  | 《审理》                     | 木村奈緒子            |
| 2008年11月1日  | 《イエスタデイズ》           | 不詳                  |
| 2021年2月5日   | 《空蝉之森》                 | 加贺美结子            |

1. ↑  為日本2009年開始實施的審判員制度，最高法院企畫製作的2008年的宣傳電影。

### 舞台劇
| 日期                                            | 地點                                          | 舞台劇                                       | 角色                   |
| ----------------------------------------------- | --------------------------------------------- | -------------------------------------------- | ---------------------- |
| 1991年2月2日 - 2月28日                          | 東京寶塚劇場                                  | 喜劇 雪之丞変化                              | 浪路                   |
| 1992年3月3日 - 4月22日                          | 青山劇場                                      | 音樂劇 サウンド・オブ・ミュージック          | リーズル               |
| 1995年8月2日 - 8月29日                          | 新宿KOMA劇場                                  | 音樂劇 シンデレラ（灰故娘）                  | シンデレラ（仙杜瑞拉） |
| 1998年7月8日 - 8月30日                          | 東京國際Forum                                 | 百老匯音樂劇 big ～夢はかなう～              | 苏珊                   |
| 2012年12月15日 - 12月24日                       | 澀谷區文化綜合中心大和田櫻花大廳              | 碧空狂詩曲之阿市外傳                         | 阿市                   |
| 2017年10月3日 - 10月5日 2017年10月7日 - 10月8日 | 東京公演：草月ホール 埼玉公演：入間市市民会館 | うんちゃん2 －女性ドライバー編－             | 不详                   |
| 2022年9月13日 - 9月18日                         | 俳優座劇場                                    | 俺は、君のためにこそ死ににいく               | 不详                   |
| 2023年7月8日                                    | 日本橋劇場                                    | 令和源氏オペレッタ                           | 不详                   |
| 2023年9月9日 - 9月11日                          | 三越劇場                                      | ごりょんさん～親子三代ママ稼業～             | 不详                   |
| 2024年6月29日 - 6月30日                         | 新宿角筈区民会馆                              | Alice in Far East Wonderland～極東のアリス～ | 红心王后               |

### 動畫配音
- 2000年7月8日【PIKACHU the MOVIE 2000 ピチューとピカチュウ（日语：ピチューとピカチュウ）】 (美國於2001年4月6日放映)，為ナレーター配音
- 2001年7月14日【それいけ! アンパンマン ゴミラの星】，為ヤーダ（日语：ヤーダ）姫配音
- 2004年7月25日NHK総合テレビジョン的【アガサ・クリスティーの名探偵ポワロとマープル（日语：アガサ・クリスティーの名探偵ポワロとマープル）】，第3話為チャーミアン・ストラウド配音
- 2007年8月【大ちゃん、だいすき。】為洋子配音

### 節目
- 1986年10月5日 - 1987年9月27日モモコクラブ（日语：モモコクラブ）（台譯：桃子俱樂部）（TBSテレビ系列）主要角色常態性演出
- 1993年1月1日「第38回超級變變變」評審委員
- THE夜也Hippare（1995年—2002年、日本電視廣播網、中京電視廣播、讀賣電視廣播）節目固定主持人
- 2008年4月22日 - 8月12日THE M（日语：THE M） （日本電視台系列），主持人之一，另二位為石井竜也（日语：石井竜也）、劇団ひとり

## 廣告
- 日清食品（nissin），《カﾂプヌードル》，杯裝泡麵
- 寶酒造（TAKARA），《博多伝說》，酒
- 寶酒造，《博多パンチ》，水果酒
- 寶酒造，《寶っこ》
- 寶酒造，《松竹梅》，酒，3部
- ミツカン（日语：ミツカン）（Mizkan），《リンゴ酢》，蘋果醋
- ミツカン（Mizkan），《殼物酢》
- ニコニコのり（日语：ニコニコのり），《渚》，海苔
- ニコニコのり，《極》，海苔
- ニコニコのり，《もずくスープ》，海苔湯
- 《サークルK》，煙火、便利商店飯糰、關東煮，3部
- 1996年，亀田製菓（日语：亀田製菓），《亀田の海苔ピーパﾂク》，5部
- アラクス（日语：アラクス）（ARAX），《ノーシン》（NORSHIN），治頭痛藥，6部
- グリコ（Glico）
  - 1986年《ジャイアントカプリコ》
  - 1986年《キャンレデｲー》（Canlady），ミルクヨーグルト味
  - 1986年《キャンレデｲー》（Canlady），サワーヨーグルト味
  - 小つぶ，キャンレデｲー，《のど飴》
  - 小つぶ，キャンレデｲー，《サワータイプ》
  - 小つぶ，キャンレデｲー，《フルツ&ミント》
  - 1986年《モーニングスープ》，早餐湯
  - 1986年《チョコボンバー》（Choco Bombar），冰棒
  - 《キャデリーヌ》（Cadeline），冰棒
  - 《オムレﾂテｲ》（Omeletty）アイス，フルーツケーキ&チョコケーキ
  - 《莓チョコレート&葡萄チョコレート》，巧克力
  - 《フレンドベーカリー（Friend Bakery）&キテｲランド（Kittyland）》
  - 1988年，キテｲランド（Kittyland）

- 1990年，ライオン，《ban16》，止汗噴霧劑
- ライオン，《CRYSTA》，潔齒用品
- ライオン，ピコレﾂト《香リのミニ額》，芳香劑
- ライオン，ピコレﾂト《カプセル》，芳香劑，3部
- 佳麗寶化粧品（日语：カネボウ化粧品）（Kanebo），《WHITE C》，化粧水
- 佳麗寶化粧品（Kanebo），《WHITE C》，保濕液
- 佳麗寶化粧品（Kanebo），《WHITE C新・美白美容液》
- 佳麗寶化粧品（Kanebo），《WHITE C》，粉底
- 尾崎商事（ozaki），《カンコー女子通學服》
- 《Absoer》，休閒鞋
- 角川書店，《KyushuWalker》，雜誌，3部
- 《ワイデックス（日语：ワイデックス）》（Widex），助聽器
- JVC，《光ノレス　S5》，無線電話，2部
- 日本ビクター（簡稱JVC），《光ノレス　S32》，雙無線生活防水電話
- 日本ビクター（簡稱JVC），《S VHS S3500》，錄影機
- 東芝（TOSHIBA），《電氣上手》，空調，6部
- Panasonic，《TELEVIDEO》，電視
- NISSAN，《セレナ》（Serena），汽車

- 1990年，《公共廣告機構》（簡稱AC）
- 厚生省，臨時福祉特別止付金
- 稅務署，《確定申告》
- 千葉県知事選挙
- 1991年，《信用組合》，3部
- 信用組合，《スーパーMMC》
- 《JR九州》，九州地區，5部
- 郵政省，《簡易保険（日语：簡易保険）》（Kampo），5部

- 維他露食品公司，《維他露P》，汽水，3部（臺灣）
- 花王，《潔霸》，洗衣粉（香港）
- Canon 《IXUS》系列，相機（香港）
- Canon 《小霹靂大眼睛》系列，相機（中國）
- Canon 《Luna小霹靂》系列，相機（中國）
- 《日本觀光振興會》，為宣傳日本觀光的廣告6部（香港）

- 月星化成
- 中部電力（全電氣化）

- アラクス（日语：アラクス）（ARAX），《ノーシン》（NORSHIN），治頭痛藥
  - 2007年，リビング篇、街頭篇，2部
- TOYOTA，《NOAH》，汽車
  - 2007年7月6日 - 2008年3月31日，小さなジェラシー篇、內緒のプレゼント篇，2部
  - 2008年2月14日 - 2008年6月26日，お絵かきでおめでとう篇
  - 2008年7月1日 - 2008年12月31日，はじめでの引越し篇
  - 2009年5月1日 - パパはドタバタ篇
- 2008年7月，Unilever Japan，《Dove》，洗髮精
- 2008年7月，《SHIDAX》

## 電台廣播
- 1986年4月13日 第一個廣播節目《ときめきパジャマMARI NORI AKIのドッキンタイム》（中譯：心跳睡衣MARI NORI AKI的談話時間）（日本放送）開始播出，一同演出的還有法子當歌手前同一個公司的水谷麻、岡谷章子
- 1988年《きらきらサンデーアイドルおちゃめランド》（文化放送），與當時公司的晚輩田村英理子一同演出
- 1990年7月《Radio THIS（日语：Radio THIS）》（毎日放送）
- 1992年《のりピーの不思議な夢冒険》
- 1992年《のりピー　気ままにセンセーション》
- 《酒井法子　すてきにロマンス》
- 《酒井法子　ドライブパートナー》
- 《のりピー夢飛行》（TBS）
- 《酒井法子のストレートライフ・夢色プリズム》（アール・エフ・ラジオ日本）

## 書籍出版
| 發行日期       | 書籍名稱                                                            | 類別                            | 備註                 |
| -------------- | ------------------------------------------------------------------- | ------------------------------- | -------------------- |
| 1987年2月14日  |                                                                     | 寫真集                          |                      |
| 1987年12月14日 |                                                                     | 寫真集                          |                      |
| 1988年4月27日  | LET'S NORI・P                                                       | 寫真集                          |                      |
| 1988年8月25日  | LOVELY TIMES／Noriko Sakai in Europe                                | 寫真集                          |                      |
| 1989年2月14日  |                                                                     | 寫真集                          | 出版社：ワニブックス |
| 1989年7月20日  | Nori pī-chan（のりピーちゃん）                                                    | 漫畫                            | 出版社：小學館       |
| 1989年10月16日 | Shuffle Heart攝影／石川正勝 （ARENA37°C 11月號臨時增刊）            | 寫真集                          |                      |
| 1990年3月15日  | AQUARIUS Noriko Sakai Ⅱ 攝影／武藤 義                               | 寫真集                          |                      |
| 1990年7月25日  | White Girl 攝影／井ノ元浩二                                         | 寫真集                          | 出版社：ワニブックス |
| 1991年3月20日  | Comme le Cinema                                                     | 寫真集                          |                      |
| 1991年9月21日  | ZEPHYROS酒井法子in Greece 攝影／山內順仁                            | 寫真集                          | 出版社：ワニブックス |
| 1992年8月25日  | Sentire感性NORIKO SAKAI PHOTOGRAPHYS 攝影／山內順仁                 | 寫真集                          | 出版社：ワニブックス |
| 1993年3月25日  | 想你台北 Shinin' Run 攝影／井ノ元浩二                               | 寫真集                          | 出版社：ワニブックス |
| 1994年11月10日 | ORANGE HOTEL 攝影／石田 東                                          | 寫真集                          | 出版社：ワニブックス |
| 1996年2月14日  | Naturelle坦白 攝影／石田 東                                         | 寫真集                          | 出版社：ワニブックス |
| 1996年12月10日 | 綠扉NORIKO SAKAI PHOTO ALBUM 攝影／石田 東                          | 寫真集                          | 出版社：ワニブックス |
| 1997年11月25日 | Fizz NORIKO SAKAI PHOTO ALBUM 攝影／井ノ元浩二                      | 寫真集                          | 出版社：ワニブックス |
| 2001年12月1日  | のりピーランド 慶祝酒井法子出道15週年和のりピーちゃん誕生15週年紀念 | 圖畫書                          | 出版社：ゼスト       |
| 2003年2月      | のりピーちゃん 原作：さかいのりこ，作・構成・繪：杉木ヤスコ         | 圖畫書                          | 出版社：小學館       |
| 2010年12月3日  | 贖罪（ISBN 4023308870）                                             | 自傳                            | 出版社：朝日新聞     |
| 2011年10月1日  | 贖罪（繁體中文版）（ISBN 9789570526486）                            | 自傳                            | 出版社：台灣商務     |
| 2016年11月1日  | 30th Anniversary Box                                                | 寫真集，DVD，連紀念品限量2000件 | 出版社：ワニブックス |

## 特殊
- 1989年10月27日PC Engine遊戲機的CD-ROM，《鏡の國のレジェンド》（直譯：鏡之國的傳說）。敘述酒井法子演唱會途中，跨越時空捲入不可思議的世界，她與主角(操縱遊戲者)進入遭到女巫施了魔法的森林，用各種方法解救變成石像的森林動物。運用電腦技術將她的實體畫面和聲音與卡通結合，遊戲中可聽見「夢冒険」「GUANBARE」「星屑のアリス」「Love Letter」等單曲音樂
- 1997年11月11日 日本，出席歡迎中國總理李鵬晚餐會
- 2007年4月5日『日中文化體育交流年』任文化親善大使，9月14日出席"北京中日民間文化節"招待會，9月15日出席王府井大街舉行"北京中日民間文化節"的活動
- 2007年9月1日 日本神戶?，日本中性風格的服裝品牌「Ed Hardy」的代言模特兒，神戶時尚潮流盛宴（KOBE COLLECTION 2007 SHANGHAI）(秋冬)走秀
- 2007年12月9日 上海浦東展覽館，萊卡2007風尚大典，獲風尚日韓藝人獎
- 2008年1月26日 上海正大廣場，神戶時尚潮流盛宴（KOBE COLLECTION 2008 SHANGHAI）(春夏)走秀

## 獎項

### 音樂受賞
| 年份   | 大賞名稱                   | 獎項                           | 作品                   |
| ------ | -------------------------- | ------------------------------ | ---------------------- |
| 1987年 | 第6回メガロポリス歌謡祭    | 最佳新人賞                     | 男のコになりたい       |
| 1987年 | 第29回日本唱片大賞         | 新人賞(最優秀新人賞ノミネート) | ノ・レ・な・いTeen-age |
| 1987年 | 第18回日本歌謡大賞         | 最優秀放送音楽新人賞.          | ノ・レ・な・いTeen-age |
| 1987年 | 第25回ゴールデン・アロー賞 | 新人賞(音樂)                   |                        |
| 1989年 | 第8回メガロポリス歌謡祭    | ポップスメガロポリス賞         | Love Letter            |
| 1989年 | 全日本歌謠音樂祭           | 金賞受賞                       | さよならを過ぎて       |
| 1989年 |                            | 放送音樂賞                     | さよならを過ぎて       |
| 1995年 | 第37回日本唱片大賞         | 優秀作品賞(大賞ノミネート作品) | 碧いうさぎ             |
| 1995年 | 第28回日本有線大賞         | 有線音楽優秀賞(ポップス)       | 碧いうさぎ             |

### 戲劇獎項
| 年份           | 大賞名稱         | 獎項       | 作品      |
| -------------- | ---------------- | ---------- | --------- |
| 1995年6月28日  | 第5回日劇學院賞  | 主演女優賞 | 星之金币  |
| 1996年12月20日 | 第11回日劇學院賞 | 主演女優賞 | 星之金币2 |

## 關聯名人
- 社長相澤秀禎
- 經紀人溝口伸郎
- 前輩松田聖子、岡田有希子
- 同期競爭水谷麻里、畠田理惠、立花理佐、BaBe（日语：BaBe）
- 後輩競爭西田光、Wink
- 合作過或熟識西村知美、工藤靜香、安達祐實、松嶋菜菜子、野島伸司、木村拓哉、孫耀威、竹野內豐、唐澤壽明、桂正和、河村隆一